# Sympetrum darwinianum
Sympetrum darwinianum is een libellensoort uit de familie van de korenbouten (Libellulidae), onderorde echte libellen (Anisoptera).
De wetenschappelijke naam Sympetrum darwinianum is voor het eerst geldig gepubliceerd in 1883 door Selys.